# Log Horizon
Log Horizon (jap. ログ・ホライズン Rogu Horaizun) – seria light novel napisana przez Mamare Touno. Na jej podstawie powstała manga oraz serial anime o tym samym tytule.
W Polsce light novel oraz manga Log Horizon – West Wind Brigade ukazują się nakładem wydawnictwa Studio JG.

## Fabuła
Seria opowiada o graczach gry typu MMORPG – Elder Tale, którzy zostają przeniesieni do wirtualnego świata. Głównym bohaterem jest doświadczony gracz Shiroe, który w przeszłości należał do bardzo znanej grupy „Debauchery Tea Party”, z którą odniósł spore sukcesy. Jego towarzyszami są wojownik Naotsugu i zabójczyni Akatsuki.

## Obsada
Lista dubbingowanych postaci:

- Takuma Terashima jako Shiroe
- Tomoaki Maeno jako Naotsugu
- Emiri Katō jako Akatsuki
- Jōji Nakata jako Nyanta
- Ayahi Takagaki jako Henrietta
- Daiki Yamashita jako Tōya
- Eriko Matsui jako Isuzu
- Kanami Satō jako Ashlynn
- Tetsuya Kakihara jako Rundelhaus
- Takahiro Sakurai jako Crusty
- Chiwa Saitō jako Nureha
- Marina Inoue jako Kanami
- Mariya Ise jako Lenessia Erhart Cowen
- Masakazu Nishida jako Eins
- Masaki Terasoma jako Roderick
- Natsue Sasamoto jako Isami
- Nobuhiko Okamoto jako Karashin
- Satoshi Hino jako Isaac
- Shinpachi Tsuji jako Sergiatte Cowen
- Shiori Izawa jako Kawara
- Shōta Yamamoto jako Dolce
- Yūichi Nakamura jako William Massachusetts

## Powieści
| Nr | Tytuł                                                                              | Data wydania (język japoński) | ISBN (język japoński)  | Data wydania (Studio JG) | ISBN (język polski)    |
| -- | ---------------------------------------------------------------------------------- | ----------------------------- | ---------------------- | ------------------------ | ---------------------- |
| 1  | Początek innego świata (jap. 異世界のはじまり Isekai no hajimari)                  | 30 marca 2011                 | ISBN 978-4-04-727145-6 | 4 maja 2016              | ISBN 978-83-80011-22-9 |
| 2  | Rycerze Camelotu (jap. キャメロットの騎士たち Kyamerotto no kishitachi)            | 30 maja 2011                  | ISBN 978-4-04-727298-9 | 14 września 2016         | ISBN 978-83-80011-50-2 |
| 3  | Koniec gry 1 (jap. ゲームの終わり(上) Gēmu no owari (Jō))                          | 31 sierpnia 2011              | ISBN 978-4-04-727413-6 | 13 stycznia 2017         | ISBN 978-83-80011-79-3 |
| 4  | Koniec gry 2 (jap. ゲームの終わり(下) Gēmu no owari (Ge))                          | 30 września 2011              | ISBN 978-4-04-727543-0 | 21 czerwca 2017          | ISBN 978-83-80012-15-8 |
| 5  | Niedziela w Akibie (jap. アキバの街の日曜日 Akiba no machi no nichiyōbi)           | 30 listopada 2011             | ISBN 978-4-04-727669-7 | 10 stycznia 2019         | ISBN 978-83-80013-86-5 |
| 6  | Zagubione dzieci świtu (jap. 夜明けの迷い子 Yoake no mayoigo)                      | 30 marca 2013                 | ISBN 978-4-04-728235-3 | 31 maja 2019             | ISBN 978-83-8001-433-6 |
| 7  | Złoto Kunie (jap. 供贄の黄金 Kunie no ougon)                                       | 20 grudnia 2013               | ISBN 978-4-04-729175-1 | 30 grudnia 2019          | ISBN 978-83-8001-521-0 |
| 8  | Pierwszy lot skowronków (jap. 雲雀(ひばり)たちの羽ばたき Hibari-tachi no habataki) | 29 września 2014              | ISBN 978-4-04-729926-9 | 2 grudnia 2020           | ISBN 978-83-8001-682-8 |
| 9  | Kanami rusza na wschód! (jap. カナミ、ゴー！イースト！ Kanami, Gō! Īsuto!)         | 27 marca 2015                 | ISBN 978-4-04-730190-0 | 17 maja 2022             |                        |
| 10 | Noosphere no kaikon (jap. ノウアスフィアの開墾)                                    | 30 września 2015              | ISBN 978-4047306745    |                          |                        |
| 11 | Krusty, Tycoon Lord (jap. クラスティ、タイクーン・ロード)                          | 20 marca 2018                 | ISBN 978-4047272309    |                          |                        |

## Manga

### Log Horizon gaiden: Honey Moon Logs(jap.ログ・ホライズン 外伝: Honey Moon Logs)
| Nr | Data wydania (język japoński) | ISBN (język japoński)  |
| -- | ----------------------------- | ---------------------- |
| 1  | 27 lutego 2013                | ISBN 978-4-04-891353-9 |
| 2  | 27 lutego 2013                | ISBN 978-4-04-891354-6 |
| 3  | 27 września 2013              | ISBN 978-4-04-891938-8 |
| 4  | 27 sierpnia 2014              | ISBN 978-4-04-866701-2 |

### Log Horizon(jap.ログ・ホライズンRogu Horaizun)
| Nr | Data wydania (język japoński) | ISBN (język japoński)  |
| -- | ----------------------------- | ---------------------- |
| 1  | 15 lutego 2013                | ISBN 978-4-04-728718-1 |

### Log Horizon - West Wind Brigade(jap.ログ・ホライズン: 西風の旅団Log Horizon: Nishikaze no ryodan)
Pierwszy rozdział ukazał się w 9 lipca 2012 roku w czasopiśmie internetowym „Age Premium” wydawnictwa Fujimi Shobō. Ilustracje wykonała Koyuki. Po dyskontynuacji tego czasopisma w lipcu 2015 roku, wydawanie kolejnych rozdziałów zostało przeniesione do „Gekkan Dragon Age”. Ostatni rozdział ukazał się w tym magazynie w kwietniowym numerze w marcu 2018 roku.
W Polsce serię wydało wydawnictwo Studio JG.
| Nr | Język japoński      | Język japoński         | Język polski         | Język polski           |
| Nr | Data wydania        | ISBN                   | Data wydania         | ISBN                   |
| -- | ------------------- | ---------------------- | -------------------- | ---------------------- |
| 1  | 7 lutego 2013       | ISBN 978-4-04-712853-8 | 28 kwietnia 2017     | ISBN 978-83-8001-212-7 |
| 2  | 9 września 2013     | ISBN 978-4-04-712896-5 | 5 lipca 2017         | ISBN 978-83-8001-226-4 |
| 3  | 8 marca 2014        | ISBN 978-4-04-070049-6 | 9 października 2017  | ISBN 978-83-8001-249-3 |
| 4  | 9 października 2014 | ISBN 978-4-04-070354-1 | 26 lutego 2018       | ISBN 978-83-8001-267-7 |
| 5  | 9 marca 2015        | ISBN 978-4-04-070507-1 | 28 czerwca 2018      | ISBN 978-83-8001-306-3 |
| 6  | 9 października 2015 | ISBN 978-4-04-070723-5 | 31 sierpnia 2018     | ISBN 978-83-8001-343-8 |
| 7  | 9 kwietnia 2016     | ISBN 978-4-04-070859-1 | 31 października 2018 | ISBN 978-83-8001-368-1 |
| 8  | 8 października 2016 | ISBN 978-4-04-072054-8 | 15 stycznia 2019     | ISBN 978-83-8001-389-6 |
| 9  | 9 maja 2017         | ISBN 978-4-04-072283-2 | 15 kwietnia 2019     | ISBN 978-83-8001-412-1 |
| 10 | 9 listopada 2017    | ISBN 978-4-04-072495-9 | 24 czerwca 2019      | ISBN 978-83-8001-452-7 |
| 11 | 9 maja 2018         | ISBN 978-4-04-072705-9 | 13 września 2019     | ISBN 978-83-8001-477-0 |

### Log Horizon gaiden: Nyanta-hancho shiawase no Recipe(jap.ログ・ホライズン: にゃん太班長 幸せのレシピ)
| Nr | Data wydania (język japoński) | ISBN (język japoński)  |
| -- | ----------------------------- | ---------------------- |
| 1  | 31 sierpnia 2013              | ISBN 978-4-04-729072-3 |
| 2  | 1 września 2014               | ISBN 978-4-04-729894-1 |
| 3  | 1 sierpnia 2015               | ISBN 978-4-04-730600-4 |
| 4  | 1 lipca 2016                  | ISBN 978-4-04-734165-4 |
| 5  | 1 czerwca 2017                | ISBN 978-4-04-734641-3 |
| 6  | 31 marca 2018                 | ISBN 978-4-04-735060-1 |

### Log Horizon: Kanami, Go! East!(jap.ログ・ホライズン カナミ、ゴー！イースト！)
| Nr | Data wydania (język japoński) | ISBN (język japoński)  |
| -- | ----------------------------- | ---------------------- |
| 1  | 1 czerwca 2016                | ISBN 978-4-04-734070-1 |
| 2  | 31 grudnia 2016               | ISBN 978-4-04-734395-5 |

## Odbiór
Pod koniec kwietnia 2015, pierwszy tom mangi Log Horizon uplasował się na drugim miejscu najlepiej sprzedających się mang w Stanach Zjednoczonych (według tygodnika New York Times).
Recenzenci polskojęzycznego serwisu tanuki.pl ocenili pierwszą serię anime na 7/10, natomiast redakcja na 8/10. Drugiej serii recenzenci wystawili notę 7/10, a redakcja zaklasyfikowała ją jako 6/10.